# エミール・ラング
エミール・"ブリー"・ラング（Emil "Bully" Lang、1909年1月14日 - 1944年 9月3日）は、第二次世界大戦時のドイツ空軍のエース・パイロットである。エース・パイロットとは空中戦で5機以上の敵機を撃墜した軍隊パイロットを呼び表す呼称である。ラングは403回の作戦行動で、東部戦線での144機と西部戦線での29機の合計173機を撃墜し、ソ連軍の魚雷艇1隻を撃沈した。
東部戦線の戦闘航空団へ配属されるとラングは1943年3月に初の撃墜を記録し、3週間の間に72機の戦果を挙げたが、この中には1943年11月3日の1日で18機という卓越した撃墜記録が含まれる。ラングは119機撃墜時点の1943年11月22日に騎士鉄十字勲章を授与され、1944年3月までに合計144機を撃墜したことで4月11日に柏葉付騎士鉄十字勲章を授与された。西部戦線に配転となるとラングはノルマンディー上陸作戦期間中の1944年6月14日に150機目の戦果を挙げた。8月26日に最後の3機を撃墜したラングは、1944年9月3日にベルギー上空で戦死した。

## 初期の履歴
エミール・ラングは、1909年1月14日にヴュルテンベルクのゾントハイム（Sontheim）近郊ネッカー川流域のタールハイムで生まれた。ラングは陸上競技の中距離走の選手として有名であった。第二次世界大戦前に民間航空パイロットの資格を取得し、ルフトハンザドイツ航空で飛行していた。ブルドッグに似た頬が膨れている外見的な特徴からラングには「ブリー」（"Bully"）というあだ名が付けられた。

## ドイツ空軍での履歴
1939年8月26日からガブリンゲンの飛行場施設中隊（Fliegerhorst Kompanie）で輸送機のパイロットとして勤務していたラングは、1942年に戦闘機パイロットの訓練を受けたときには33歳になっていた。ラングは、第1初等戦闘機学校（Jagdflieger Vorschule 1）（1942年7月3日 – 1942年8月14日）と第5戦闘機学校（Jagdfliegerschule 5）（1942年8月15日 – 1943年1月5日）で戦闘機パイロットの訓練課程を受けた。1943年1月6日に東部戦闘団に配属され、その後の2月11日に東部戦線の第54戦闘航空団（JG 54）へ転属となった。JG 54/第1飛行中隊に少尉で配属されたときに34歳であったラングは、新人の戦闘機パイロットとしては異例の年齢と考えられた。ラングの最初の3機の戦果は1943年3月に記録され、1ヶ月の内にJG 54/第5飛行中隊に転属となり、8月20日にはそこの飛行中隊長となった。
1943年が終わるまでにラングは、10月と11月の僅か3週間でキエフ近郊で挙げた怒涛の72機を含む合計100機以上の撃墜を記録していた。この一連の複数戦果には、10月13日の10機と10月21日の3回の出撃で12機（61から72機目）という撃墜記録が含まれている。この戦功によりラングは、1935年から1945年までのドイツ国防軍の国防軍最高司令部が発表する戦況報告である「国防軍報」での自身に関する2回のうちの最初となる言及を受けた。1943年11月3日には1日の4回の出撃で前人未到の18機という撃墜世界記録を樹立し、航空史上で単日エースの首位に立った。この記録によりラングは1944年1月13日付の『ベルリン・イラストリールテ・ツァイトゥング』誌（Berliner Illustrierte Zeitung）の表紙を飾ることになり、ドイツ十字章金章受勲の3日後の11月23日に119機撃墜の功により騎士鉄十字勲章を授与された。
1944年4月9日にラング中尉は、西部戦線での本土防衛に携わるJG 54/第9飛行中隊の飛行中隊長に任命され、4月11日に東部戦線での144機撃墜の功により448人目の柏葉付騎士鉄十字勲章受勲者となった。
6月中にラングは、14日に150機目となるアメリカ陸軍航空軍（USAAF）のリパブリック P-47 サンダーボルト、20日には4分間で4機のノースアメリカン P-51 ムスタングに加え24日に更にP-51を4機を含む計15機を撃墜した。大尉となったラングは、その後6月28日に第26戦闘航空団（JG 26）/第II飛行隊の飛行隊長に任命された。ラングは7月9日に3機の英空軍のスーパーマリン スピットファイア（160から162機目）を、8月15日に2機のP-47を、25日には5分間で3機のロッキード P-38 ライトニングを撃墜した。8月26日にラングは最後となる2回の出撃でスピットファイアを3機（171から173機目）撃墜した。1944年5月24日から8月28日までにラングは西部戦線で9機のP-51 ムスタングを含む29機の撃墜を記録した。6月6日にラングの飛行隊はノルマンディー上空で100機撃墜に到達した初の飛行隊となり、8月30日付の国防軍報でラングにとり2度目で最後となる言及を受けた。

## 死
1944年9月3日にエミール・ラングは、オーフェルヘスペン（Overhespen）の草原に乗機のフォッケウルフ Fw190 A-8（製造番号：171 240）「緑の1」が墜落、爆発し戦死した。ラングと彼の編隊が午後1時20分にメルスブローク飛行場を離陸しているときにラング機は滑走路上で機械的不具合を発生し、離陸から10分しても降着装置を引き込めないでいた。高度200メートル (660 ft)を飛行中に僚機のハンス＝ヨアヒム・ボッレク（Hans-Joachim Borreck）伍長が後方からP-47 サンダーボルトが接近してくる旨を警告し、ラングは左上方へ回避した。アルフレート・グロース（Alfred Groß）少尉はラングのFw 190が降着装置を降ろしたままの状態で炎に包まれて降下していくのを目視したが、自機が被弾して脱出せざるを得なくなりラング機を見失った。ドイツ側と米国側双方の記録を検討すると、ボッレクとグロースは交戦相手を誤認していたことを示唆している。第55戦闘航空群/第338飛行隊のP-51 ムスタングは、3から6機編隊のフォッケウルフ機を迎撃し、ダレル・クラマー（Darrell Cramer）少尉が左の敵機に高偏差射撃（high deflection shot）を放ち、この敵機は背面飛行状態で急降下して地面に激突した。この機体が間違いなくエミール・ラングの乗機であった。
1944年9月28日にラングの上官で戦闘航空団司令のヨーゼフ・プリラーは、ラングの「少佐」への死後昇進を申請した。プリラーはラングの人柄をこう評した：
ラング大尉は真面目で物腰が穏やかな円熟した人柄であるが、強さが要求される局面では明確で精力的な人物となる。将校として非常に相応しい率先垂範の人物であり、上官としては部下を適切に統率する手腕を有している。模範的な任務遂行の観念を持つラング大尉は、十分な国家社会主義思想に根ざした自発的な短期間で長足の進歩を遂げる才能を持っている。

第II戦闘機軍団（II. Jagdkorps）の指揮官アルフレート・ビュロイウス少将はこの人事評価に同意したが、これらの推薦にもかかわらずエミール・ラングの「少佐」への死後昇進は叶わなかった。

## 受勲
- 剣付二級戦功十字章（1940年10月24日）[6]
- 空軍前線飛行章戦闘機パイロット金章
  - 銅章（1943年3月23日）[6]
  - 銀章（1943年5月14日）[6]
  - 金章（1943年6月25日）[6]
- 空軍名誉杯（1943年10月27日）[4]
- ドイツ十字章金章（1943年11月25日）：第54戦闘航空団/第II飛行隊の少尉として[14]
- 鉄十字章（1939）
  - 2級（1943年6月13日）[6]
  - 1級（1943年8月2日）[6]
- 柏葉付騎士鉄十字章
  - 騎士鉄十字章（1943年11月22日）：第54戦闘航空団/第9飛行中隊の（Staffelführer）の少尉として[15][16]
  - 柏葉 第448号（1944年4月11日）：第54戦闘航空団第9飛行中隊の飛行中隊長（Staffelkapitän）の中尉として[15][17]
- 国防軍軍報（Wehrmachtbericht）に採り上げられること2回

### 国防軍軍報からの引用
| 日付                   | 国防軍軍報のオリジナル原稿 | 和訳（英訳から転訳） |
| ---------------------- | --- | --- |
| 1943年10月22日         | Leutnant Lang, Staffelführer in einem Jagdgeschwader, errang gestern zwölf Luftsiege. | 戦闘航空団の飛行中隊長ラング少尉は、昨日12機の撃墜を記録した。                                                                    |
| 1944年8月30日 （補遺） | Eine Jagdgruppe unter Führung von Hauptmann Lang schoß im Westkampfraum seit Invasionsbeginn 100 feindliche Flugzeuge ab und zeichnete sich auch bei Tiefangriffen gegen den Feind besonders aus. | 連合国軍の侵攻開始以来、ラング大尉指揮下の戦闘機団は西部戦域で100機の敵機を撃墜し、敵の地上部隊への攻撃でも華々しい戦果を挙げた。 |

## 参照
出典
1. ↑  Spick 1996, pp. 3–4.
2. ↑  Schaulen 2004, p. 68.
3. 1 2 3 4  MacLean 2004, p. 203
4. 1 2 3 4 5 6  Obermaier 1989, p. 64.
5. ↑  Toliver and Constable 1998, pp. 295–296.
6. 1 2 3 4 5 6 7 8  MacLean 2007, p. 205.
7. 1 2  Toliver and Constable 1996, p. 247.
8. ↑  Weal 2001, pp. 103–104.
9. ↑  Weal 1998, p. 72.
10. ↑  Bowman 2007, p. 75.
11. 1 2 3 4  MacLean 2007, p. 204.
12. ↑  Caldwell 1998, pp. 343, 344.
13. ↑  Thomas and Davey 2008, p. 28.
14. ↑  Patzwall and Scherzer 2001, p. 267.
15. 1 2  Scherzer 2007, p. 491.
16. ↑  Fellgiebel 2000, p. 283.
17. ↑  Fellgiebel 2000, p. 81.
18. ↑  Die Wehrmachtberichte 1939-1945 Band 2, p. 587.
19. ↑  Die Wehrmachtberichte 1939-1945 Band 3, p. 225.

参考文献
- Bowman, Martin (2007). P-51 Mustang Vs Fw 190: Europe 1943-45. Oxford, UK: Osprey Publishing. ISBN 1846031893.
- Caldwell, Donald L. (1998). JG 26 War Diary Volume Two 1943–1945. London: Grub Street. ISBN 1-898697-86-8.
- Fellgiebel, Walther-Peer (2000). Die Träger des Ritterkreuzes des Eisernen Kreuzes 1939-1945. Friedburg, Germany: Podzun-Pallas. ISBN 3-7909-0284-5.
- MacLean, French L. (2007). Luftwaffe Efficiency & Promotion Reports — For the Knight's Cross Winners. Atglen, Pennsylvania: Schiffer Military History. ISBN 978-0-7643-2657-8.
- Obermaier, Ernst (1989). Die Ritterkreuzträger der Luftwaffe Jagdflieger 1939 - 1945 (in German). Mainz, Germany: Verlag Dieter Hoffmann. ISBN 3-87341-065-6.
- Patzwall, Klaus D. and Scherzer, Veit (2001). Das Deutsche Kreuz 1941 - 1945 Geschichte und Inhaber Band II. Norderstedt, Germany: Verlag Klaus D. Patzwall. ISBN 3-931533-45-X.
- Schaulen, Fritjof (2004). Eichenlaubträger 1940 - 1945 Zeitgeschichte in Farbe II Ihlefeld - Primozic (in German). Selent, Germany: Pour le Mérite. ISBN 3-932381-21-1.
- Scherzer, Veit (2007). Die Ritterkreuzträger 1939–1945 Die Inhaber des Ritterkreuzes des Eisernen Kreuzes 1939 von Heer, Luftwaffe, Kriegsmarine, Waffen-SS, Volkssturm sowie mit Deutschland verbündeter Streitkräfte nach den Unterlagen des Bundesarchives (in German). Jena, Germany: Scherzers Miltaer-Verlag. ISBN 978-3-938845-17-2.
- Spick, Mike (1996). Luftwaffe Fighter Aces. New York: Ivy Books. ISBN 0-8041-1696-2.
- Thomas, Andrew and Davey, Chris (2008). Griffon Spitfire Aces. Oxford, UK: Osprey Publishing. ISBN 1846032989.
- Toliver, Raymond F. and Constable, Trevor J. (1996). Fighter Aces of the Luftwaffe. Atglen, PA: Schiffer Military/Aviation History. ISBN 0-88740-909-1
- Toliver, Raymond F. and Constable, Trevor J. (1998). Die deutschen Jagdflieger-Asse 1939 - 1945 (in German). Stuttgart, Germany: Motorbuch Verlag. ISBN 3-87943-193-0.
- Weal, John (1998). Focke-Wulf Fw 190 Aces of the Russian Front. London, UK: Osprey Publishing. ISBN 1-85532-518-7.
- Weal, John (2001). Jagdgeschwader 54 'Grünherz'. Oxford, UK: Osprey Publishing. ISBN 1-84176-286-5.
- Die Wehrmachtberichte 1939-1945 Band 2, 1. Januar 1942 bis 31. Dezember 1943 (in German). München: Deutscher Taschenbuch Verlag GmbH & Co. KG, 1985. ISBN 3-423-05944-3.
- Die Wehrmachtberichte 1939-1945 Band 3, 1. Januar 1944 bis 9. Mai 1945 (in German). München: Deutscher Taschenbuch Verlag GmbH & Co. KG, 1985. ISBN 3-423-05944-3.